# In the Flesh?
"In the Flesh?" (en español, "¿En Persona?"), de título de prueba "The Show" ("El Espectáculo"), es la primera canción del álbum The Wall (1979) de Pink Floyd. También aparece en la película Pink Floyd: The Wall (1982), basada en el álbum. En los primeros 15 segundos de la canción se escucha un supuesto silencio, aunque con un ligero aumento de volumen se puede escuchar claramente la melodía de "Outside The Wall".

## Direcciones finales de escena
La canción termina entre los gritos de Roger Waters en forma de direcciones de escena:
Lights! (del inglés, al igual que las de abajo, "¡Luces!")

Roll the sound effects! ("¡Rueden los efectos de sonido!")

Action! ("¡Acción!")

Drop it! ("¡Tírenlo!")

Drop it on 'em! ("¡Tírenselo encima!")

Drop it on 'em! ("¡Tírenselo encima!")
En la versión en vivo de "Is There Anybody Out There? The Wall Live 1980-1981" tuvo un cambio pequeño pero distintivo en la letra, y es cantada por Pink, interpretado por Bob Geldof:
Lights! ("¡Luces!")

Roll the sound effects! ("¡Rueden los efectos de sonido!")

Drop it on 'em! ("¡Tírenselo encima!")

Drop it on 'em! ("¡Tírenselo encima!")

## Personal
- David Gilmour - guitarras[1]
- Nick Mason - batería[1]
- Roger Waters - voz principal,[1] bajo,[1] EMS VCS 3[1]
- Richard Wright - sintetizadores[1]

- Freddie Mandell - órgano hammond[1]
- Joe Chemay - segundas voces[1]
- Stan Farber - segundas voces[1]
- Jim Haas - segundas voces[1]
- Bruce Johnston - segundas voces[1]
- John Joyce - segundas voces[1]
- Toni Tennille - segundas voces[1]